# 16123 Jessiecheng
16123 Jessiecheng è un asteroide della fascia principale. Scoperto nel 1999, presenta un'orbita caratterizzata da un semiasse maggiore pari a 2,3784465 UA e da un'eccentricità di 0,2236668, inclinata di 3,33266° rispetto all'eclittica.